# Gerding Sogn
Gerding Sogn er et sogn i Rebild Provsti (Aalborg Stift).
I 1800-tallet var Blenstrup Sogn anneks til Gerding Sogn. Begge sogne hørte til Hellum Herred i Ålborg Amt. Gerding-Blenstrup sognekommune blev ved kommunalreformen i 1970 indlemmet i Skørping Kommune, der ved strukturreformen i 2007 indgik i Rebild Kommune.
I Gerding Sogn ligger Gerding Kirke.
I sognet findes følgende autoriserede stednavne:
- Gerding (bebyggelse, ejerlav)
- Gerding Huse (bebyggelse)
- Rise (bebyggelse)